# Vesicularia levieri
Vesicularia levieri är en bladmossart som beskrevs av Cardot in Dixon 1921. Vesicularia levieri ingår i släktet Vesicularia och familjen Hypnaceae. Inga underarter finns listade i Catalogue of Life.